# 280

280(이백팔십)은 279보다 크고 281보다 작은 자연수다.

## 수학
- 합성수로, 그 약수는 총 16개다. (1, 2, 4, 5, 7, 8, 10, 14, 20, 28, 35, 40, 56, 70, 140, 280)
  - 280의 진약수의 합은 440이므로, 280은 과잉수다.
- 10번째 팔각수다. 앞의 팔각수는 225, 다음 팔각수는 341이다.
- 7번째 십오각수다. 앞의 십오각수는 201, 다음은 372이다.
- {\displaystyle 280=37+41+43+47+53+59}
  - 연속하는 소수(素數) 6개의 합으로 나타낼 수 있으며, 이 성질을 지닌 앞의 수는 252, 다음 수는 304다.
- {\displaystyle 280=6^{2}+10^{2}+12^{2}}
  - 서로 다른 세 자연수의 제곱합으로 나타낼 수 있다.
- {\displaystyle 280=3^{2}+4^{2}+5^{2}+6^{2}+7^{2}+8^{2}+9^{2}}
  - 연속하는 자연수 7개의 제곱합으로 나타낼 수 있으며, 이 성질을 지닌 앞의 수는 203, 다음 수는 371이다.
- {\displaystyle 280=4^{3}+6^{3}}
  - 연속하는 두 짝수의 세제곱합으로 나타낼 수 있으며, 이 성질을 지닌 앞의 수는 72, 다음 수는 728이다.

## 과학
- NGC 280(영어판): 안드로메다자리 방향에 있는 나선은하.

## 교통
- 고속도로 및 국도
  - 아우토반 280호선(영어판, 독일어판): 독일의 고속도로.
  - 일본 280번 국도(일본어판): 아오모리현 아오모리시에서 홋카이도 하코다테시까지 이어지는 일본의 국도.
- 기타 도로
  - 현도 제280호선

## 군사
- U-280(영어판): 제2차 세계 대전에 사용된 나치 독일의 군용 잠수함.

## 문화유산
- 대한민국의 국보 제280호: 성거산 천흥사명 동종
- 대한민국의 보물 제280호: 고창 선운사 도솔암 금동지장보살좌상
- 대한민국의 사적 제280호: 서울 한국은행 본관

## 방송
- B tv의 대교 뉴이프 플러스 채널 번호.
- LG헬로비전의 CBS TV 채널 번호.

## 기타
- 연도: 280년, 기원전 280년
- 280년대
- 한국십진분류법에서 이슬람교에 관한 책들이 분류되는 번호.
- 280 브로드웨이(영어판): 미국 뉴욕주 맨해튼 시빅센터에 있는 사무용 건물.